# Razan (shahrestan)
Razan (persiska: شهرستان رزن, Shahrestān-e Razan, رزن) är en shahrestan, delprovins, i Iran.   Den ligger i provinsen Hamadan, i den nordvästra delen av landet, 220 km väster om huvudstaden Teheran.
Delprovinsen hade 107 587 invånare 2016.